# جون هنري ويلسون
جون هنري ويلسون (بالإنجليزية: John Henry Wilson)‏ هو سياسي كندي، ولد في 14 فبراير 1834، وتوفي في 3 يوليو 1912. حزبياً، نشط في الحزب الليبرالي الكندي. وقد انتخب عضو برلمان مقاطعة أونتاريو وانتخب عضو مجلس الشيوخ الكندي وانتخب عضو مجلس العموم الكندي.